# Аполоний от Минд
Аполоний от Минд (гр. Απολλώνιος) е древногръцки астролог, живял през 4 век пр. Хр., по времето на Александър Велики. Съгласно Сенека (Naturales quaestiones 7.3, 17), той изучавал астрология при халдеите и бил високообразован в изготвянето на хороскопи. Той твърдял, че халдеите считали кометите за самостоятелни небесни тела, подобно на Слънцето, Луната и планетите, че техните орбити са строго определени, и че формата им не е кръгла, а издължена назад.